# Canterbury Roman Museum

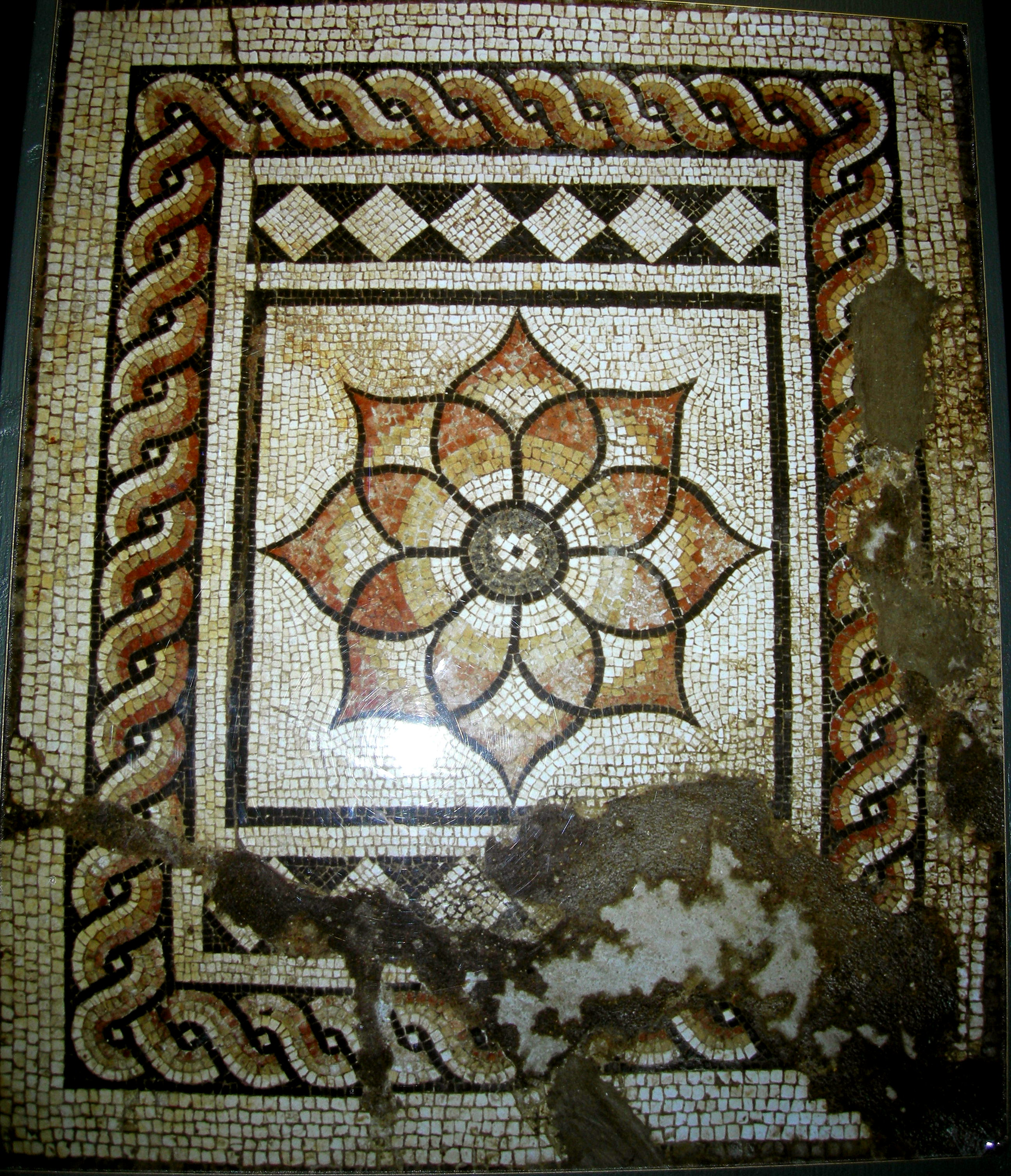

Het Canterbury Roman Museum is een museum in de Engelse stad Canterbury. Het museum belicht het leven in het Romeinse Durovernum Cantiacorum en stelt vondsten tentoon uit de Romeinse tijd, waaronder een mozaïekvloeren die werden gevonden na een bombardement op Canterbury in 1942. Er vonden opgravingen plaats tussen 1945 en 1946 en tussen 1985 en 1961. Het museum werd opgericht in 1961 en gerenoveerd in 1994.
In het museum staan reconstructies van kamers van een Romeins huis, ingericht met authentieke aarden potten.